# Houtsculptuur

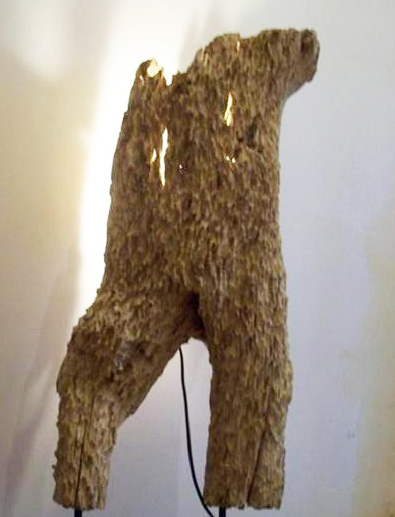
Een houtsculptuur gevormd door inwerking van water in de rivier waar het gevonden werd.

Een houtsculptuur is een houten beeld of sculptuur dat vanuit de basis vormgegeven is door natuurinvloeden zonder dat de mens in eerste instantie de eigenlijke vorm heeft beïnvloed. Het is slechts een beeldhouwwerk indien de mens er een proces van beeldhouwen aan heeft toegevoegd (subtractieve methode) om de eindvorm te creëren. Houtsculpturen zijn niet te vergelijken met houtsnijwerk, dat volledig handmatig (met snijgereedschap) of machinaal (freesmachines) 
gevormd werd door de mens. Houtsculpturen ontstaan bijvoorbeeld wanneer een stuk hout langere tijd in een rivier gelegen heeft en door de inwerking van water zijn vorm veranderd werd tot een sculptuur dat een natuurlijk artistieke vorm heeft.

## Materialen
Houtsculpturen ontstaan uit diverse houtsoorten die verscheidene eigenschappen bezitten en zo de uiterlijke structuur en kleuren beïnvloeden. Door de aard van deze natuurlijke materialen zijn houtsculpturen individueel uniek en niet te reproduceren. Ze kunnen dan ook niet vergeleken worden met andere sculpturen die ruimtelijke beeldhouwwerken zijn. Er is namelijk slechts ten dele gebruikgemaakt van de subtractieve methode. Het merendeel van het materiaal dat verwijderd is of de ruwe vorm die de houtsculptuur heeft, werd door de natuur bepaald en niet door de mens. De mens(een houtsnijder of beeldsnijder) heeft er slechts details in aangebracht die de basis sculptuur verfijnen of een thema geven.

## Geschiedenis

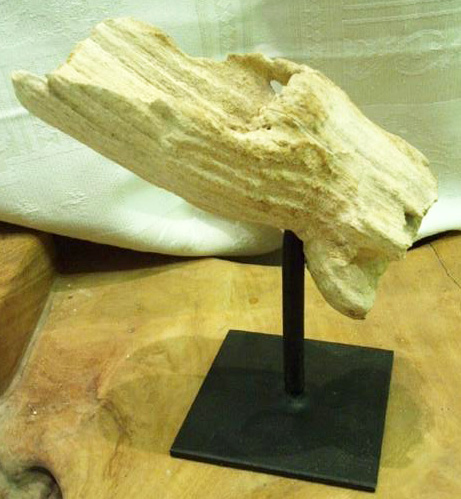
Een primitieve schep die zonder handgereedschap gemaakt is.

Houtsculpturen werden reeds in de oudheid gevonden en als dusdanig gebruikt. Ten dele zouden zelfs een aantal primitieve handgereedschappen als houtsculpturen kunnen gedefinieerd worden. Een wandelstok is bijvoorbeeld een houtsculptuur indien men het in die oorspronkelijke vorm vindt in de natuur. Zo zijn er uit de oudheid teruggevonden houten schalen en kommen bekend die gebruikt werden in de vorm zoals men ze in de natuur vond.